# Golec piaskowy
Golec piaskowy, dawniej: golec (Heterocephalus glaber) – gatunek gryzonia z rodziny Heterocephalidae, żyjący na pustynnych obszarach Afryki Wschodniej (centralna Somalia, centralna i wschodnia Etiopia, centralna i wschodnia Kenia i Dżibuti). Gryzoń ten buduje rozległe podziemne kolonie, prawie nigdy nie wychodzi na powierzchnię. Żywi się korzeniami i bulwami roślin. Prawie zupełnie pozbawiony owłosienia i ślepy. Stada złożone z 20 do 300 osobników żyją razem w systemie podziemnych korytarzy. Golce piaskowe mają potężne siekacze, służące m.in. do kopania w ziemi. 

## Taksonomia
Gatunek po raz pierwszy zgodnie z zasadami nazewnictwa binominalnego opisał w 1842 roku niemiecki zoolog Eduard Rüppell. Jako miejsce typowe odłowu holotypu Rüppell wskazał Shoa w Etiopii. Jest to jedyny współcześnie żyjący przedstawiciel rodziny golców (Heterocephalidae) i rodzaju golec (Heterocephalus). 
Genetyka, morfologia i chromosomy H. glaber różnią się pod względem geograficznym; populacje etiopska i kenijska różnią się sekwencjami cytochromu b, osiągając poziom często spotykany u odrębnych gatunków. Nie udało się przeprowadzić całościowej rewizji taksonomicznej gatunku, ponieważ konflikty polityczne w dużej części jego zasięgu występowania ograniczają możliwość pobrania dodatkowych próbek.

### Etymologia
- Heterocephalus: gr. ἑτερος heteros – różny, inny; -κεφαλος -kephalos – -głowy, od κεφαλη kephalē – głowa[15].
- glaber: łac. glaber – gładki, łysy, bezwłosy[16].
- phillipsi: Ethelbert Edward Lort Phillips (1857–1944), angielski biznesmen, podróżnik, myśliwy na dużego zwierza we Wschodniej Afryce w latach 1885–1895[17].
- ansorgei: prof. dr William John Ansorge (1850–1913), brytyjski lekarz w Mauritiusie, Ugandzie i Nigerii, zoolog, kolekcjoner, podróżnik po tropikalnej Afryce[18].
- dunni: kpt. Henry Nason Dunn (1864–1952), brytyjski chirurg wojskowy, myśliwy na dużego zwierza, kolekcjoner z Sudanu, Somalilandu, Etiopii i Indii[19].
- stygius: łac. stygius – styksowy, piekielny (tj. ciemny), od mit. Styksu, rzeki w Hadesie[20].
- scorteccii: prof. Giuseppe Scortecci (1898–1973), włoski herpetolog, kolekcjoner, podróżnik po Libii, Somalilandzie, Abisynii i Jemenie[21].

## Budowa ciała
Długość ciała (bez ogona) 70–110 mm, długość ogona 30–50 mm; masa ciała 15–70 g (przeważnie 30–35 g). Ciało golców piaskowych jest cylindrycznego kształtu ze stożkowatą, tępo zakończoną głową. Poruszają się na krótkich i wiotkich nogach. Mają małe oczy, które osłaniane są przez grube powieki z drobnymi rzęsami. Są bardzo niewyraźnie zaznaczone nie tylko ze względu na swój rozmiar, ale również pokaźne mięśnie szczęk zajmujące dużą część czaszki przeznaczoną dla oczu. 
Skóra jest cienka i pomarszczona, koloru brązowo-różowego. Młode mają ciemniejszą stronę grzbietową od brzusznej – różnica ta zanika powyżej 7 roku życia.
W skórze osobników tego gatunku brakuje kluczowego dla przewodzenia bólu neuroprzekaźnika (mianowicie substancji P). W związku z tym nie odczuwają one bólu (zadraśnięć, otarć). Jeżeli jednak wstrzyknąć im brakujący neurotransmiter, odczuwają ból identycznie jak inne ssaki.
Mają też zdeformowane i mało skuteczne nasienie (tylko 7% ruchliwych plemników), dlatego samce rzadko walczą o dostęp do samicy w rui.

## Struktura społeczna
Niezwykłą cechą tego gatunku jest struktura eusocjalna jego kolonii, przypominająca kolonie pszczół, z podziałem na kasty – królowe i dominujące samce oraz powstrzymujące się od rozmnażania robotnice i robotników obojga płci. Tylko jedna samica (królowa) oraz jeden do trzech samców rozmnażają się w stadzie. Królowa jest niezwykle wrogo nastawiona do innych samic zachowujących się niezgodnie ze swoją kastą – produkujących hormony powodujące przemianę w królową. Po śmierci królowej jedna z samic przejmuje jej rolę, zwykle po zaciekłej walce z konkurentkami. Sporadycznie kolonia produkuje wędrowną kastę płciową, charakteryzującą się wyjątkowo silnym otłuszczeniem, której zadaniem jest migracja do innej kolonii w celu wymiany genów.

## Długowieczność
Golce piaskowe są najdłużej żyjącymi znanymi gryzoniami, o długości życia dochodzącej do 28 lat. Przyczyny tej długowieczności nie są dokładnie znane i stanowią obiekt badań naukowych. W ramach tych badań w 2011 roku zsekwencjonowano genom golca. Wśród obecnie znanych przystosowań umożliwiających golcom długie życie wymienia się:
- umiejętność hibernowania w czasie trudnych warunków[27],
- dodatkowy mechanizm wykrywania komórek nowotworowych oparty na genie p16Ink4a, oprócz istniejącego również u myszy i u ludzi mechanizmu opartego na genach p27Kip1[28],
- większa odporność na raka dzięki mutacji w genie HAS2 który bierze udział w produkcji wielkocząsteczkowego kwasu hialuronowego (HMW-HA)[29][30]
- kilkukrotnie aktywniejsze proteasomy niż u innych ssaków[31].

Kiedyś wierzono, że golce są całkowicie odporne na raka, ale w roku 2016 wykryto nowotwory u dwóch osobników.

## Adaptacje do hipoksji
Golce piaskowe wykazują daleko idące przystosowanie do hipoksji. Wynika to z ich trybu życia – golce zamieszkują zamknięte podziemne nory charakteryzujące się słabą cyrkulacją powietrza. W tych warunkach łatwo o znaczne obniżenie poziomu tlenu oraz podwyższenie poziomu CO2.  Takie środowisko wymusiło adaptację organizmu w kierunku uniknięcia negatywnych skutków hipoksji.
Hemoglobina golców piaskowych ma większe powinowactwo do tlenu niż hemoglobina występująca u innych ssaków. Ich nerwy obwodowe są niewrażliwe na acydemię, spowodowaną przebywaniem w środowisku bogatym w CO2. Mózg golców charakteryzuje się występowaniem wyższego niż u innych ssaków poziomu podjednostek GluN2D receptorów NMDA. Związek GluN2D z podwyższoną tolerancją hipoksji w mózgu został udowodniony u noworodków mysich i szczurzych, u których występuje naturalna odporność na niskie stężenie tlenu. Kanały zawierające tę podjednostkę wykazują zmniejszoną przepuszczalność w warunkach hipoksji. Ponieważ wysoki poziom GluN2D normalnie występuje jedynie u noworodków i z biegiem czasu jest zastępowany przez inne typy podjednostek, postuluje się, że u golców występuje specyficzne zahamowanie rozwoju mózgu . Również tempo metabolizmu golców piaskowych jest o około jedną trzecią mniejsze niż u innych gryzoni. Komórki golców w porównaniu z komórkami innych gryzoni są znacznie mniej wrażliwe na bodźce proapoptotyczne, na przykład na reaktywne formy tlenu. RFT są produkowane przez mitochondria w odpowiedzi na hipoksję.